# 日本海老協会
一般社団法人日本海老協会（にほんえびきょうかい、英: Japan Shrimp Association、略称: Ebi Eat (R)）は、海老市場に関わる関係各社と連携し、海老食の普及促進を行っている一般社団法人である。

## 概要
老舗海老問屋「毎味水産株式会社」が今まで以上に水産業界が盛り上がるように、「海老の日」を日本記念日協会に記念日登録を申請し、2013年4月15日に認定される。その取組に賛同した企業が集まり一般社団法人日本海老協会を設立し、現在では75社（2020年8月現在）が参加している。「海老の日」では日本で活躍する長寿や企業を表彰する「ベストシニア大賞」授賞式、海老料理を提供する「ベスト海老料理大賞」授賞式を開催している。

## 活動
- 2014年9月10～15日 - 大丸松坂屋百貨店にて、「海老の日フェア」を開催[4]。
- 2014年9月11～15日 - アピタ・ピアゴにて、「敬老の日に海老を食べよう」を開催[5]。
- 2014年9月11～15日 - 「海老を食べて元気に長生き！キャンペーン」を都内のスーパーマーケットにて、開催。
- 2014年9月13日 - 松坂屋上野店にて、「海老の日」祭り　第１回「ベストシニア大賞」授賞式を開催[6]。
- 2014年9月15日 - 特別養護老人ホーム希望の郷にて、「日本一長い海老巻き100m」を開催[7]。
- 2015年2月10～12日 - 第49回スーパーマーケット・トレードショー2015（東京ビッグサイト）にて、「海老の日」コーナーを展示[8]。
- 2015年9月9～22日 - 松坂屋上野店にて、「海老を食べようフェア」を開催[9]。
- 2015年9月11日 - グランツリー武蔵小杉にて、「海老の日」祭り　第２回「ベストシニア大賞」授賞式を開催[10]。
- 2015年9月16日 - 横浜アリーナにて、AKB48グループじゃんけん大会で岩佐美咲が日本海老協会公認の海老好きとして登場する[11]。
- 2015年12月15日 - 第１回海老蟹クッキングパーティーを開催[12]。
- 2016年1月12日 - 第２回海老蟹クッキングパーティーを開催[13]。
- 2016年1月15～２月28日 - 「アイスヒルズホテルin当別」で独自に考案した海老スープのレシピを提供する[14]。
- 2016年4月15日 - 第３回海老蟹クッキングパーティーを開催[15]。
- 2016年４月17日 - サミットストア成城店にて、第１回「海老料理大試食会」を開催[16]。
- 2016年9月7～19日 - 松坂屋上野店にて、「海老を食べて元気に長生き！キャンペーン｣を開催[17]。
- 2016年9月13日 - 「海老の日」祭り第３回「ベストシニア大賞」授賞式を開催[18]。
- 2017年6月29日 - リンガーハットが開催した「冷やしちゃんぽん2017エビ大感謝祭ＷチャンスCAMPAIGN」にて、賞品の海老を提供する[19]。
- 2017年9月6～18日 - 松坂屋上野店にて、「海老を食べて元気に長生き！キャンペーン」を開催[20]。
- 2017年9月13日 - 築地魚河岸にて、「海老の日」祭り　第４回「ベストシニア大賞」授賞式を開催[21][22]。
- 2018年9月1日 - 食品ロス削減に特化した通販サイト「ABSEA」をオープン[23]。
- 2018年9月5～17日 - 大丸松坂屋百貨店にて、「海老の日フェア」を開催。
- 2018年9月15日 - 「海老の日」祭り　第５回「ベストシニア大賞」授賞式を開催[24]。
- 2018年9月15日 - 第４回海老蟹クッキングパーティーを開催。
- 2018年9月17日 - 特別顧問である矢澤一良（早稲田大学教授）による講演会「海老の栄養素は長寿食だった」を開催映像。
- 2018年9月28日 - 一般社団法人全日本・食学会にて、脇屋友詞シェフとコラボ料理を提供[25]。
- 2018年10月21日 - 慶應義塾設立160周年記念の「2018年慶應連合三田会 大会」に協賛[26]。
- 2018年12月6日 - 一般社団法人全日本・食学会にて、落合務シェフとコラボ料理を提供。
- 2019年1月25日 - 脇屋友詞シェフが経営するトゥーランドット臥龍居にて、新年勉強会を開催[27]。
- 2019年2月７日 - 一般社団法人全日本・食学会にて、つきぢ田村三代目の田村隆シェフとコラボ料理を提供。
- 2019年5月24日 - 特別顧問である矢澤一良（早稲田大学教授）による食品ロス削減に向けた講演会（豊洲市場）を開催[28]。
- 2019年6月21日 - 「tabeloop(たべるーぷ)」[29]の開発者である佐治祐二郎による食品ロスの削減に向けた講演会（たいめいけん）を開催[30]。
- 2019年6月23日 - 日本科学技術振興財団にて、小学生向けに「海老の解剖教室」を開催[31]。
- 2019年7月30日 - 田口精一（東京農業大学教授）による海ゴミの問題に向けた講演会を開催[32]。
- 2019年8月30日 - 同協会理事の藤井稚代による流通各社の管理職クラスを中心とした参加者に対し、バイオプラスチック製容器に関する講習会を実施[33]。
- 2019年9月6日 - 東京都庁にて、小池百合子（東京都知事）に食品ロスやプラスチックごみの対策に向けた取組みについてインタビューを行い、YouTubeにて配信[34]。
- 2019年10月13日 - 食品ロス及び海ゴミ削減に関する講習会を実施。
- 2019年9月14日 - 豊洲市場千客万来予定地にて、「エビフェス！2019 in 豊洲」映像、第６回「ベストシニア大賞」授賞式を開催[35]。
- 2019年9月15～16日 - 豊洲ぐるり公園のバーベキュー施設でバイオプラスチック製容器を配布・分別収集。農林水産省、環境省、消費者庁の食品ロス・海ゴミ削減に向けた展示ブースを設置[36]。
- 2019年９月30日 - 東京ガス「＋Gセミナー」で「エビを学ぶ」をテーマとしたセミナーを開催。
- 2019年10月30日 - 東京農業大学にて、学園祭「収穫祭」において海ゴミ対策への取組として、バイオプラスチック製「海ごみゼロウィーク」のゴミ袋を提供。
- 2020年1月24日 - 脇屋友詞シェフが経営するトゥーランドット臥龍居にて、新年勉強会を開催。
- 2020年４月20日 - 新型コロナウイルス感染拡大に伴う全国の感染症指定医療機関16カ所の医療従事者約１万６千人に海老煎餅を寄付[37]。
- 2020年7月12日 - 日本科学技術振興財団にて、小学生向けに「海老の解剖教室」を開催[38]。
- 2020年7月28日 - 落合務シェフの「シバエビの南蛮リゾット」動画を配信[39]。
- 2020年8月5日 - 水産庁長官が「お魚かたりべ」[40]として任命した早武忠利による解説動画を観ながら自宅できる夏休み自由研究「海老解剖キット」[41]を発売[42]。
- 2020年8月27日 - 鈴木弥平シェフの「シバエビと大葉のスパゲッティ」動画、田村隆シェフの「海鮮レタス鍋」動画、脇屋友詞シェフの「海鮮中華あんかけ丼」動画を配信[43]。

## 名誉海老大使
2024年6月13日、海老好きの芸能人や有名レストランのシェフを「名誉海老大使」として任命した。
- 岩佐美咲（演歌歌手）
- 私立恵比寿中学（アイドル）
- 高橋英樹（俳優）
- 平野レミ（料理愛好家）
- A.B.C-Z（アイドル）
- ケロポンズ（ミュージックユニット）
- 高橋真麻（フリーアナウンサー）
- 落合務（「ラ・ベットラ・ダ・オチアイ」オーナーシェフ）
- 三國清三（「オテル・ドゥ・ミクニ」オーナーシェフ）
- 脇屋友詞（「トゥーランドット臥龍居」オーナーシェフ）
- 茂出木浩司（「たいめいけん」三代目オーナーシェフ）
- 鈴木弥平（「ピアットスズキ」オーナーシェフ、「トラットリア・ケ・パッキア」オーナー）
- 野永喜三夫（「日本橋ゆかり」三代目若主人）
- 川上春樹（「Casa di Camino」オーナーシェフ）